# Osijek-Baranja

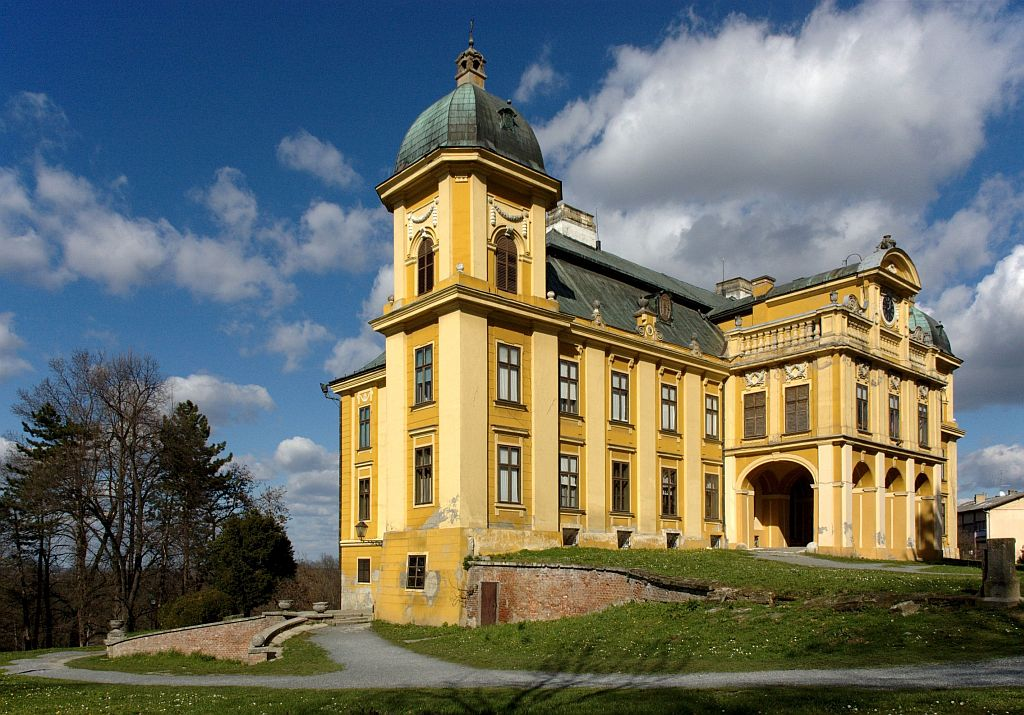
Dvorac Pejačević, Našice

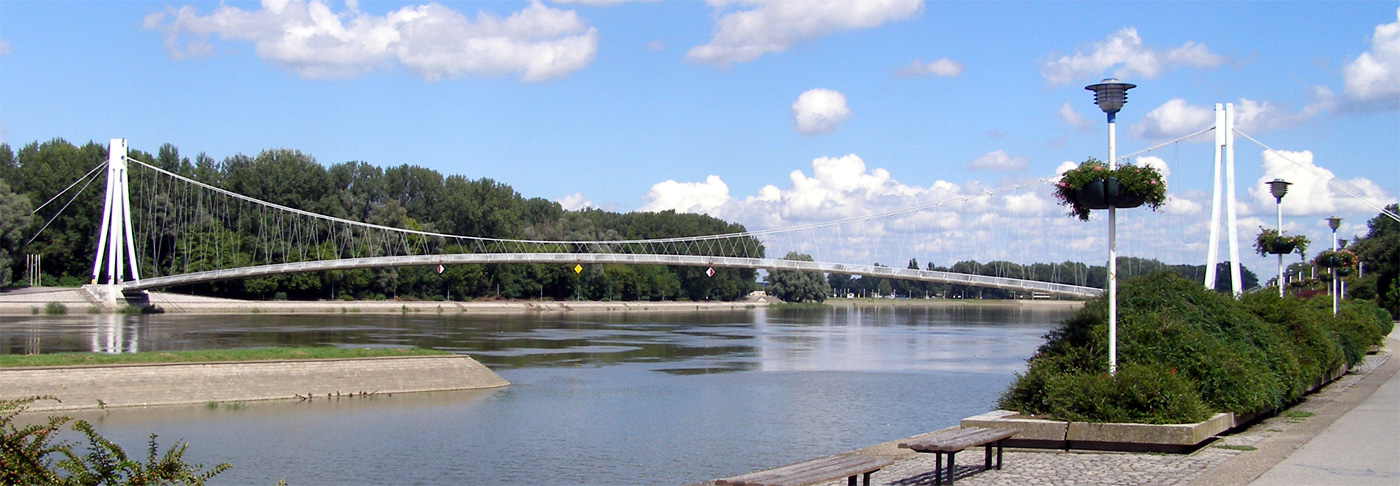
Brug over de Drava in Osijek

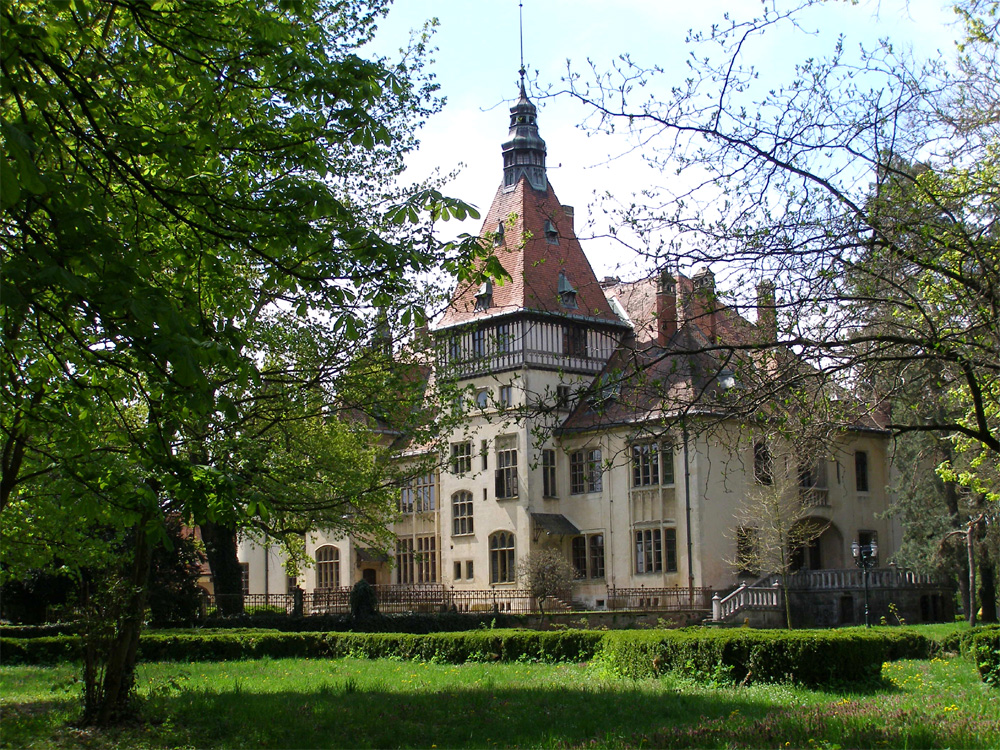
Kasteel in Donji Miholjac

Osijek-Baranja (Kroatisch: Osječko-baranjska županija, Hongaars: Eszék-Baranya megye) is een provincie van Kroatië, gelegen in het noordoosten van Slavonië en Baranja. Het administratieve centrum is Osijek; andere steden zijn Đakovo, Našice, Valpovo, Belišće en Beli Manastir. De laatstgenoemde stad is het centrum van de regio Baranja die tot 1918 tot Hongarije behoorde. De Hongaren leven hier nog tot op de dag van vandaag (zie: Hongaarse minderheid in Kroatië).
Het natuurpark Kopački Rit ligt in deze provincie.

## Bestuurlijke indeling
De provincie Osijek-Baranja is onderverdeeld in:
- De (hoofd)stad Osijek
- De stad Beli Manastir
- De stad Belišće
- De stad Donji Miholjac
- De stad Đakovo
- De stad Našice
- De stad Valpovo
- De gemeente Antunovac
- De gemeente Bilje
- De gemeente Bizovac
- De gemeente Čeminac
- De gemeente Čepin
- De gemeente Darda
- De gemeente Donja Motičina
- De gemeente Draž
- De gemeente Drenje
- De gemeente Đurđenovac
- De gemeente Erdut
- De gemeente Ernestinovo
- De gemeente Feričanci
- De gemeente Gorjani
- De gemeente Jagodnjak
- De gemeente Kneževi Vinogradi
- De gemeente Koška
- De gemeente Levanjska Varoš
- De gemeente Magadenovac
- De gemeente Marijanci
- De gemeente Petlovac
- De gemeente Petrijevci
- De gemeente Podravska
- De gemeente Podgorač

- De gemeente Popovac
- De gemeente Punitovci
- De gemeente Satnica Đakovačka
- De gemeente Semeljci
- De gemeente Strizivojna
- De gemeente Šodolovci
- De gemeente Trnava
- De gemeente Viljevo
- De gemeente Viškovci
- De gemeente Vladislavci
- De gemeente Vuka

## Provinciale regering
Huidige Župan (prefect): Krešimir Bubalo (HDZ)
De provinciale assemblee bestaat uit 51 vertegenwoordigers van de volgende politieke partijen:
- Kroatische Democratische Unie (HDZ) 17
- Liberale Partij van Kroatië (LS) 8
- Sociaaldemocratische Partij van Kroatië (SDP) 8
- Kroatische Boerenpartij (HSS) 6
- Kroatische Sociaal Liberale Partij (HSLS) 5
- Kroatische Partij van Rechtsen (HSP) 4
- Onafhankelijke Democratische Servische Partij (SDSS) 3

## Etnische samenstelling
Ossijek-Baranja behoorde van oudsher tot de etnisch meest gemixte gebieden binnen het huidige Kroatië.
Op onderstaande kaarten is te zien dat het gebied in het noordoosten van oudsher is bewoond door Kroaten, Hongaren, Duitsers en Serviërs. In de laatste decennia zijn een aantal breukpunten te noemen, zo verdween de Duitstalige bevolking na verdrijving na de Tweede Wereldoorlog. Hetzelfde gebeurde in de jaren '90 met de Serviërs die werden verdreven in de Joegoslavische oorlogen. De Hongaren hielden stand, hoewel hun aandeel na de Balkanoorlogen ook sterk terug is gelopen.

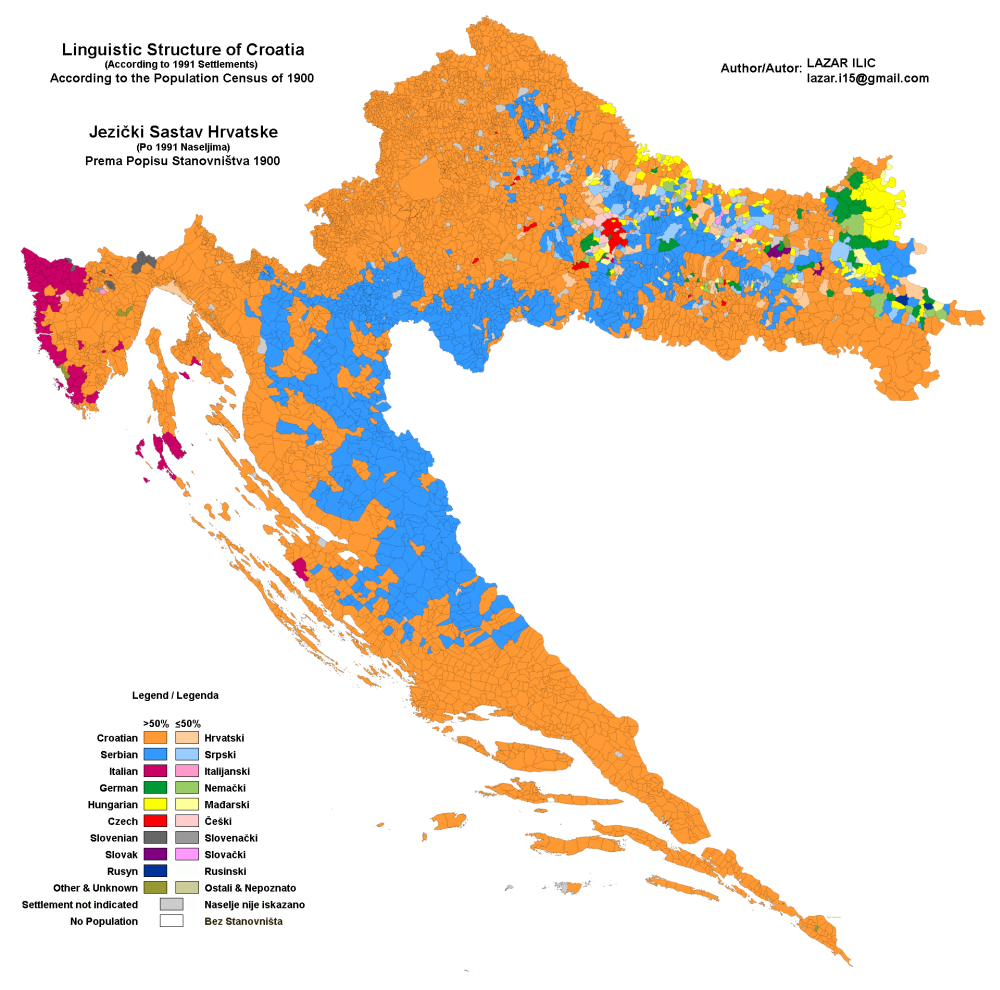
taalsituatie in 1900
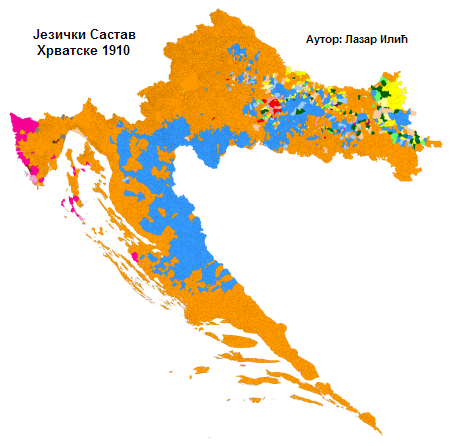
taalsituatie in 1910
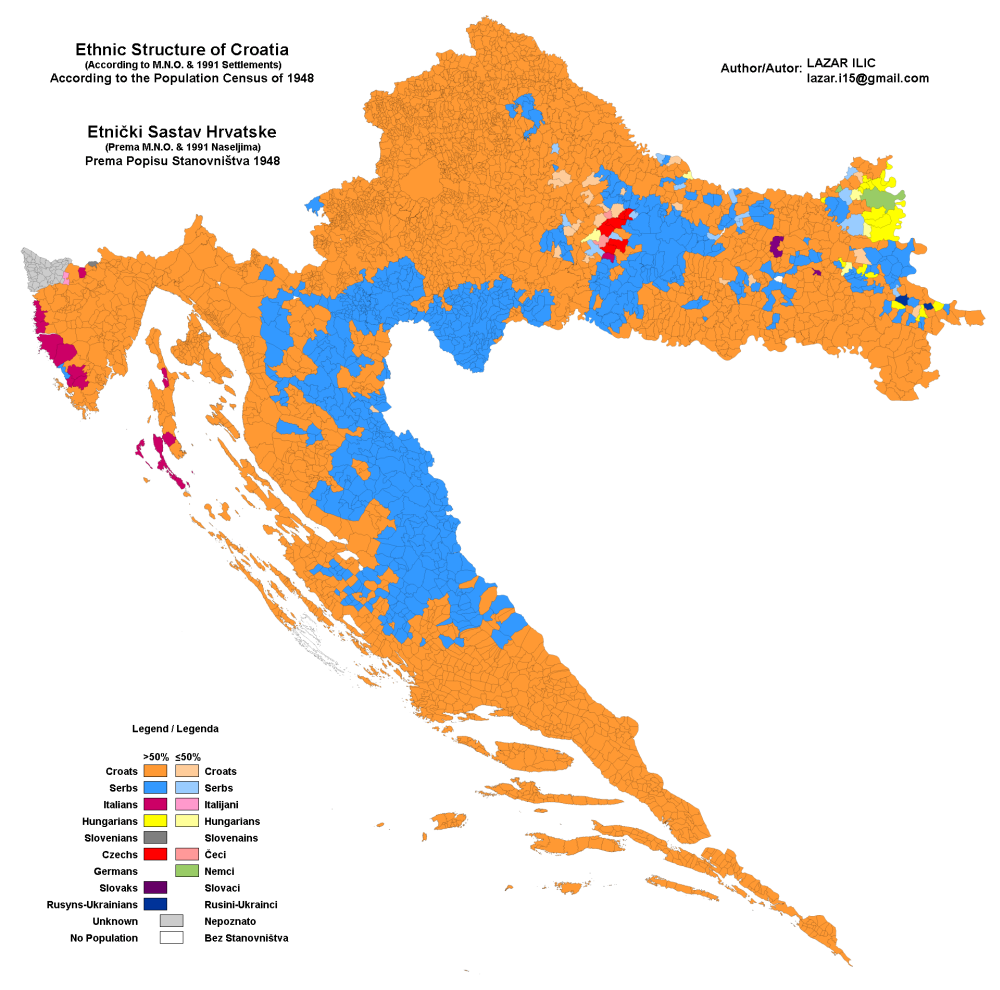
taalsituatie in 1948
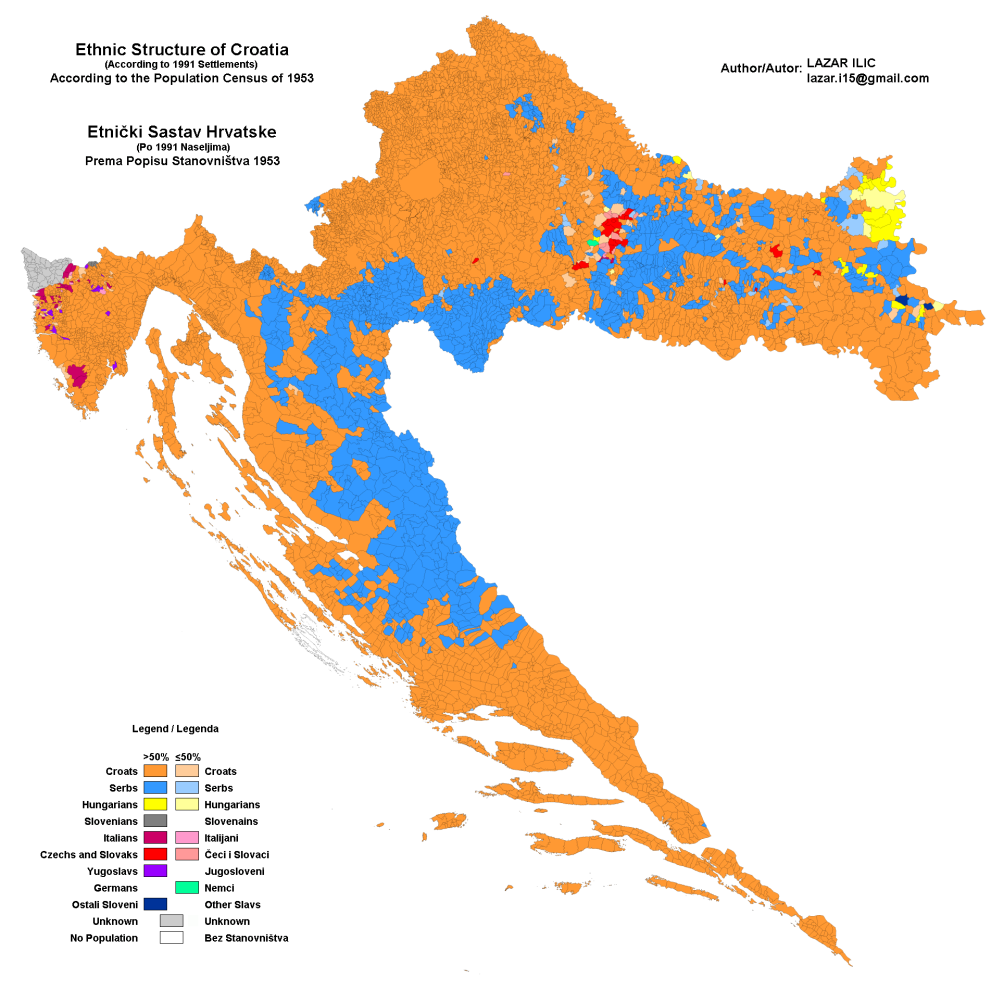
taalsituatie in 1953
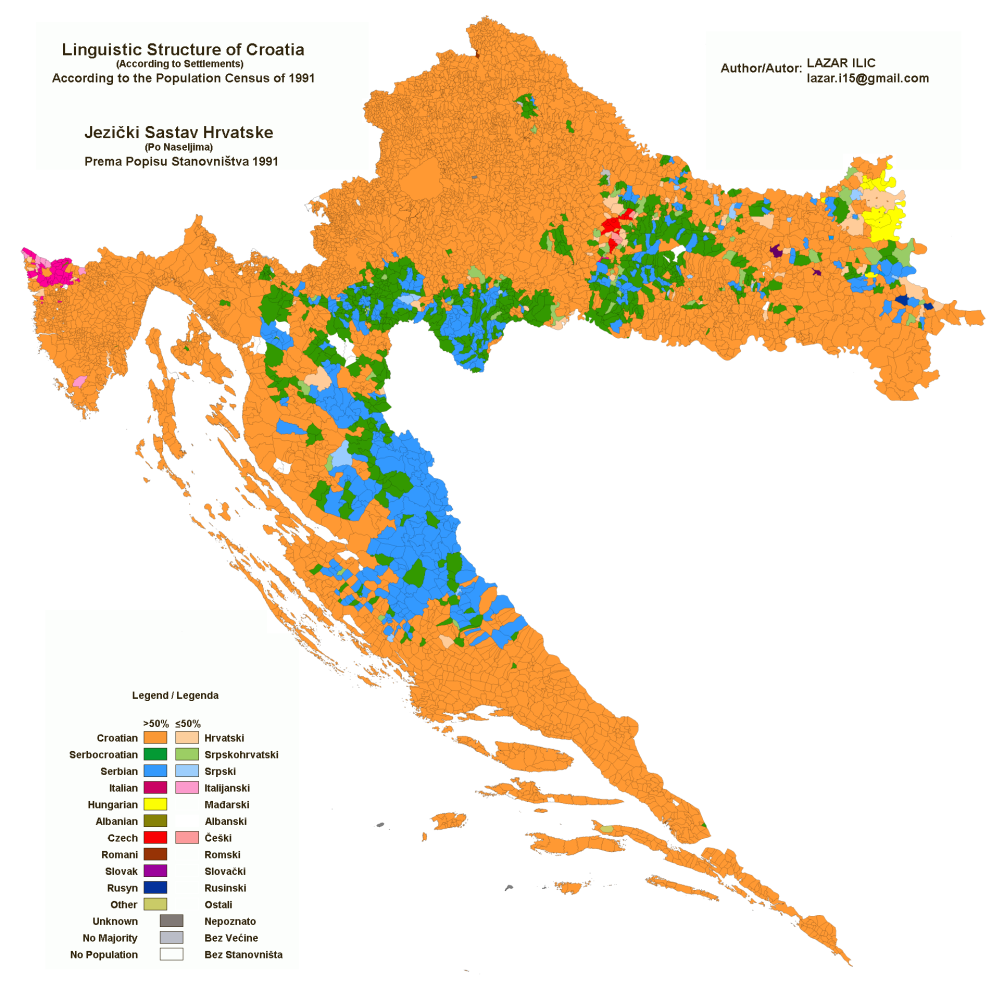
taalsituatie in 1991
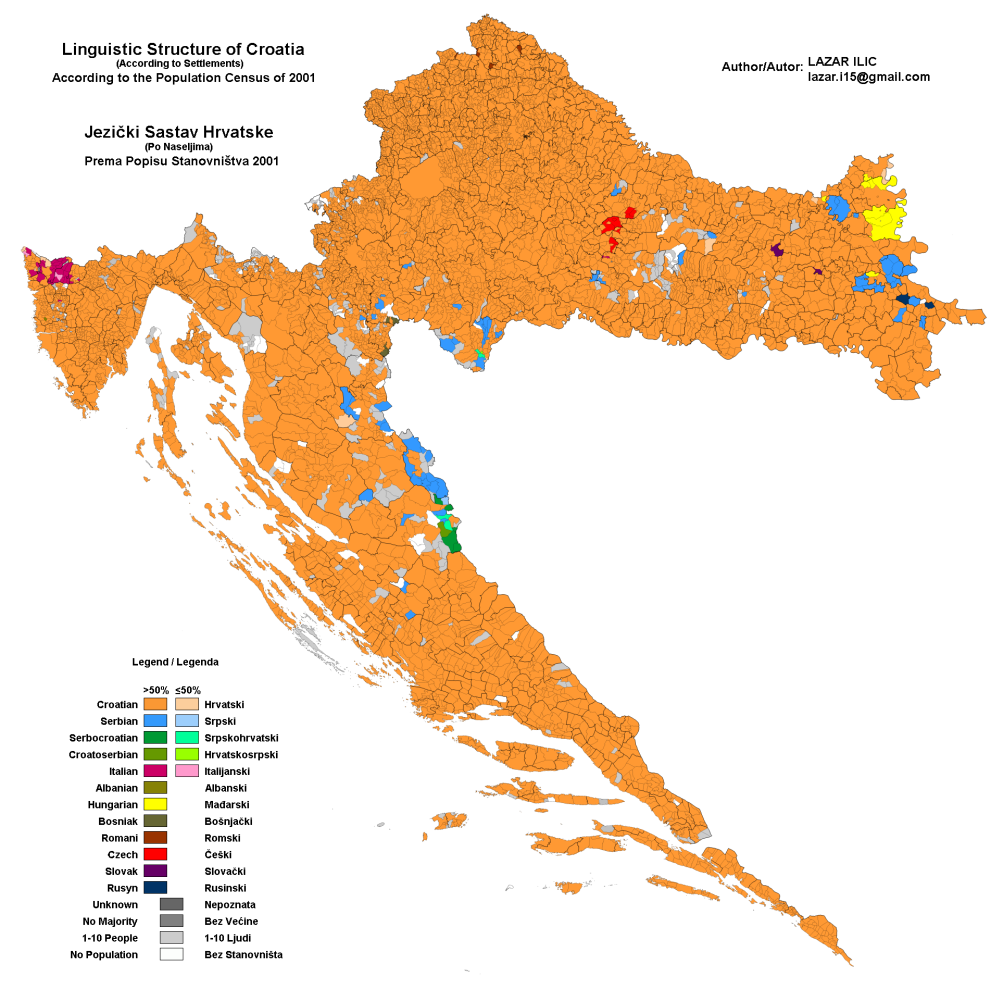
taalsituatie in 2001
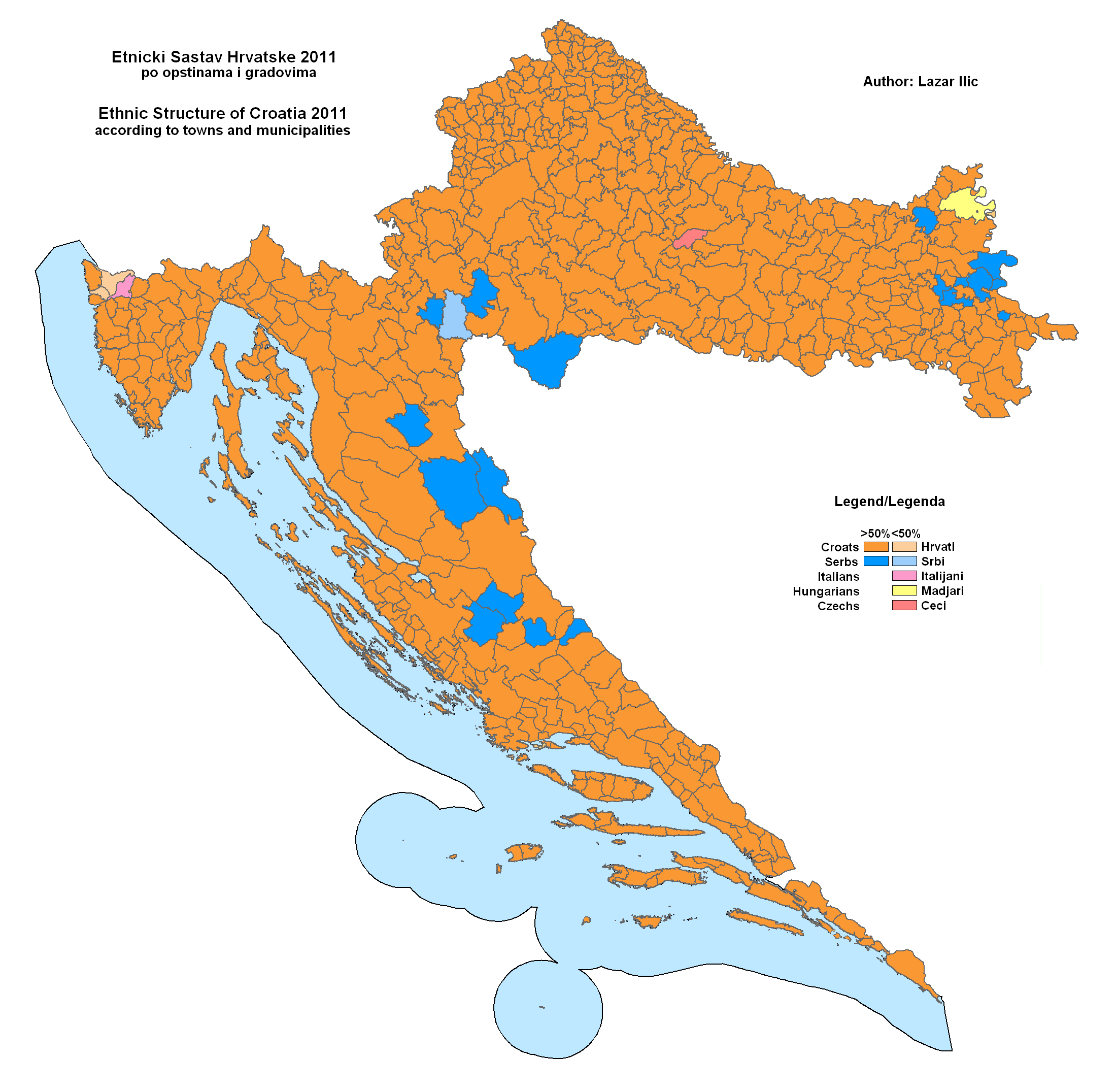
taalsituatie in 2011

### Hongaarse gemeenschap
De Hongaren vormden tijdens de volkstelling van 2021 een minderheid van 6.059 personen (2,35% van de totale bevolking). 
- Kneževi Vinogradi 1.299 Hongaren (38,70%)
- Bilje 1.238 Hongaren (25,94%)
- Osijek 759 Hongaren (0,79%)
- Beli Manastir 637 Hongaren (7,99%)
- Draž 432 Hongaren (22,17%)
- Darda 381 Hongaren (7,02%)
- Ernestinovo 304 Hongaren (15,61%)
- Erdut 268 Hongaren (4,93%)
- Petlovac 244 Hongaren (13,02%)